# Katherine Ryan

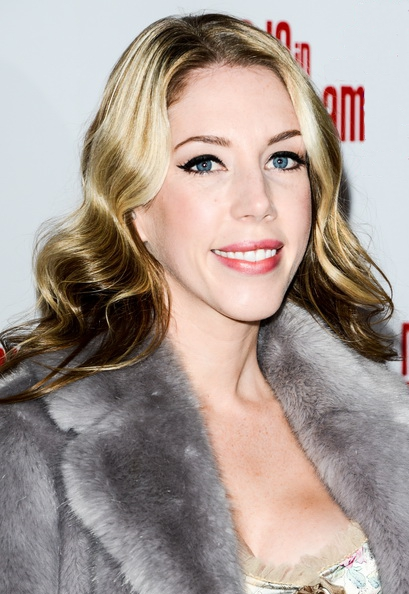
Katherine Ryan (2014)

Katherine Ryan (* 30. Juni 1983 in Sarnia, Ontario) ist eine kanadische Komikerin sowie Moderatorin und Filmschauspielerin.

## Leben
Katherine Ryan studierte Stadtplanung in Toronto und war bereits in ihrer Studentinnenzeit als Stand-up-Komikerin tätig. 2008 zog sie mit ihrem Freund nach England.
Im selben Jahr gewann Ryan den Funny-Woman-Wettbewerb von Nivea. Sie trat ab 2011 in den britischen Panel-Shows Mock the Week, Never Mind the Buzzcocks, A League of Their Own, 8 Out of 10 Cats, Would I Lie to You?, QI, Just a Minute, Safeword und Have I Got News For You auf. Als Schauspielerin war sie in den Sitcoms Campus des Senders Channel 4 und in Episodes von BBC Two zu sehen. Außerdem trat sie im Jahr 2013 auf Whitney Cummings’ Gala Just for Laughs auf. 2015 trat sie die Nachfolge des Moderators Steve Jones der Reality-TV-Sendung Hair auf BBC Two an. 2016 gewann sie die zweite Staffel von Taskmaster. 2020 schrieb und spielte sie Die Diva in der gleichnamigen Netflix-Miniserie.
Im Januar 2023 nahm Ryan als Pigeon an der vierten Staffel der britischen Version von The Masked Singer teil, in der sie den achten Platz erreichte.

## Privates
Ryan hat eine Tochter mit einem Exfreund. Mit ihr lebt sie in London. Sie bekam mit ihrem späteren Freund noch zwei Kinder.

## Filmografie (Auswahl)
- 2011: Campus (Fernsehserie, 4 Folgen)
- 2012: Episodes (Fernsehserie, 2 Folgen)
- 2014: Badults (Fernsehserie, 3 Folgen)
- 2016: Sunny D (Fernsehserie, 3 Folgen)
- 2016: Taskmaster (Fernsehserie, 2. Staffel)
- 2020: Die Diva (The Duchess, Fernsehserie, 6 Folgen)
- 2023: Romantic Getaway (Fernsehserie, 6 Folgen)